# Quartetto Italiano
Il Quartetto Italiano è stato uno tra i più prestigiosi e noti quartetti d'archi del XX Secolo. Fondato da Paolo Borciani, Elisa Pegreffi, Lionello Forzanti (sostituito da Piero Farulli e poi da Dino Asciolla) e Franco Rossi, è rimasto in attività dal 1945 al 1980.

## Storia
Il debutto della formazione avvenne a Carpi nell'estate dello stesso anno, quando i quattro strumentisti avevano poco più di vent'anni. Il complesso nacque con il nome di Nuovo Quartetto Italiano. I quattro si diedero questo nome per distinguersi da un altro "Quartetto Italiano", che era stato fondato all'inizio del Novecento dal violinista Remigio (Remy) Prìncipe; l'aggettivo Nuovo fu rimosso nel 1951 per dar luogo alla denominazione definitiva di Quartetto Italiano.
Fino al suo scioglimento, avvenuto nel 1980, è stato il più celebre gruppo cameristico italiano, apprezzato in tutto il mondo per il rigore interpretativo, l'equilibrio sonoro e la perfezione tecnica, caratteristiche documentate da una sostanziosa discografia.
La prima incisione discografica del complesso fu realizzata in Svizzera dalla casa discografica tedesca Telefunken, su quattro dischi a 78 giri, nel 1946. Era un'esecuzione del Quartetto per archi op. 10 di Claude Debussy, brano con il quale avevano esordito i quattro strumentisti, che si conobbero frequentando a Siena l'Accademia Chigiana, incoraggiati dal loro maestro di musica da camera Arturo Bonucci (1894-1964).
Nel 1947 Lionello Forzanti, la viola del quartetto, uscì dal gruppo per intraprendere negli Stati Uniti la carriera di direttore d'orchestra. Subentrò al suo posto Piero Farulli, che rimase stabilmente per trent'anni fino alla fine degli anni settanta, quando, per problemi di salute, venne sostituito da Dino Asciolla, che lavorò con il quartetto fino al suo definitivo scioglimento.
Il quartetto ha inoltre collaborato, per alcune esecuzioni, con grandi solisti come Pierre Antoine de Bavier, Maurizio Pollini, Pierre Fournier. Ha svolto un'intensa attività concertistica in Europa e negli Stati Uniti (qui, nel 1951, il compositore e critico musicale Virgil Thomson lo definì "indubbiamente il miglior quartetto del nostro secolo").
Il quartetto si è fatto notare per la registrazione del ciclo integrale dei quartetti di Beethoven, portata a termine tra il 1967 e il 1975..
Il gruppo inoltre è stato il primo in Italia ad effettuare l'incisione completa, pregevole, di tutte le opere per quartetto d'archi del compositore austriaco Anton Webern. Nel 1970 il compositore fiorentino Sylvano Bussotti compose appositamente per il quartetto un poema sinfonico con l'intervento dell'orchestra, dal titolo I semi di Gramsci, dedicato alla grande bravura dei quattro musicisti che ne effettuarono la prima esecuzione.
Il segretario e storico della formazione è stato Guido Alberto Borciani (1920-2008), il fratello di Paolo, di professione ingegnere, appassionato di musica e fondatore del Premio Paolo Borciani.
Nel 1977 una loro fotografia fu inserita dalla NASA nel Golden Record, il disco d'oro contenente immagini e suoni rappresentativi della Terra e dell'Umanità, destinato a essere inviato nel cosmo, in due esemplari, a bordo delle sonde spaziali  Voyager 1 e Voyager 2, lanciate nell'ambito dell'omonimo programma esplorativo. Sembrerebbe invece essere priva di fondamento la notizia secondo la quale il disco contenesse la loro registrazione della Cavatina  dal Quartetto op. 130 di Beethoven: nonostante la biografia di Guido Borciani riporti questo dato, il sito della NASA attribuisce la registrazione al Budapest String Quartet.

## Componenti
- Primo violino:
  - 1945-1980 | Paolo Borciani (Reggio Emilia, 21 dicembre 1922 – Milano, 5 luglio 1985)
- Secondo violino:
  - 1945-1980 | Elisa Pegreffi (Genova, 10 giugno 1922 – Milano, 14 gennaio 2016)
- Viola:
  - 1945-1947 | Lionello Forzanti (Venezia, 24 dicembre 1913 – Manhattan Beach CA, 6 dicembre 2009)
  - 1947-1977 | Piero Farulli (Firenze, 13 gennaio 1920 – Fiesole, 2 settembre 2012)
  - 1977-1980 | Dino Asciolla (Roma, 6 giugno 1920 – Siena, 9 settembre 1994)
- Violoncello:
  - 1945-1980 | Franco Rossi (Venezia, 31 marzo 1921 – Firenze, 28 novembre 2006)

## Discografia
- Beethoven: Quart. archi (compl.) - 1968/1975 Philips
- Boccherini: Quart. archi (Op.6 n.1,  Op.6 n.3, Op.58 n.2) - 1976/77 Philips
- Brahms: 3 Quart. archi (compl.) - 1971 Philips
- Brahms: Quintetto con pianoforte Op.34 - (Maurizio Pollini, piano) 1980 Deutsche Grammophon
- Debussy: Quart. archi in Sol minore & Ravel: Quart. archi in Fa - 1967 Philips
- Dvorak: Quart. archi n.12 "Americano" & Borodin: Quart. archi n.2 - 1968 Philips
- Haydn: Quart. archi (Op.3 n.5, Op.64 n.5, Op.76 n.2) - 1965 Philips
- Haydn: Quart. archi (Op.76 n.3 & 4) - 1976 Philips
- Mozart: Quart. archi (compl.) - 1967/1973 Philips
- Schubert: Quart. archi n. 10, 12-15 - 1965/1977 Philips
- Schumann: 3 Quart. archi (compl.) - 1971 Philips
- Webern: opere per Quart. archi (compl.) - 1970 Philips
- Edizioni integrali (CD box):
  - Quartetto Italiano - Complete Decca, Philips & DG recordings - Limited Edition - 37 CD box Decca 478 8824 (p)2015
  - Quartetto Italiano - The complete RIAS recordings 1951-1963 (Donizetti, Cherubini, G.F. Malipero, Shostakovich, Ravel, Schubert, Schumann, Haydn) - 3 CD Audite 21.456 (p)2019
  - Quartetto Italiano "Prima la musica" - The complete Warner (Telefunken & Columbia) recordings 1946-1959 - 14 CD box Warner Classics 0190296739200 (p)2021